# Harald Haerter
Harald Haerter (* 12. Juli 1958 in Zürich) ist ein Schweizer Jazzgitarrist.
Haerter studierte von 1980 bis 1984 am Berklee College of Music und bei John Scofield. 1985 gründete er das Intergalactic Maidenballet, mit dem er durch Europa tourte und mehrere Alben aufnahm: 1985 wurde ein gleichnamiges Album aufgenommen, das bei ITM erschien, die weiteren Produktionen Squaredance (1989) und Gulf (1994) enthielten zum Beispiel Beiträge prominenter Gastmusiker.
Mit Dewey Redman gründete er 1994 ein Quintett, das bei mehr als 150 Konzerten unter anderem mit Erik Truffaz, Arthur Blythe, Johannes Enders, Joe Lovano und Nils Petter Molvær auftrat. Nachdem der Saxophonist Michael Brecker Haerters Album Mostly Live gehört hatte, lud er ihn für 1997 zu einer Europatournee ein und veranstaltete mit ihm 1999 eine internationale Konzertserie. Zu seiner Band Catscan gehören derzeit Gitta Kahle und Hilaria Kramer.

## Diskografie
- Intergalactic Maidenballet Squaredance, mit Roland Philipp, John Zorn, Thomas Jordi, Jojo Mayer, 1989
- Intergalactic Maidenballet Gulf, 1994, mit Lauren Taylor, Walter Jauslin, Michael Gassmann, Dave Liebman, Eddie Harris, Christoph Stiefel, Thomas Jordi, Norbert Pfammatter, Ernst Stroer
- Mostly Live mit Klaus Dickbauer, Bänz Oester, Marcel Papaux, Dewey Redman, Philipp Schaufelberger, 1996
- Cosmic mit Michael Brecker, Bänz Oester, Marcel Papaux, Dewey Redman, Philipp Schaufelberger, 1997–2000
- Catscan, 2005
- Catscan II, 2007 (mit Michael Brecker, Joe Lovano, Eric Truffaz, Nils Petter Molvær, Chris Potter)